# Wahl des deutschen Bundespräsidenten 2017
- Linke: 95
- SPD: 384
- Piraten: 11
- Grüne: 147
- SSW: 1
- BVB/FW: 1
- FW: 10
- CDU/CSU: 539
- FDP: 36
- AfD: 35
- Unabh.: 1

Die Wahl zum deutschen Bundespräsidenten durch die 16. Bundesversammlung fand am 12. Februar 2017 im Reichstagsgebäude in Berlin statt.
Die Regierungsparteien SPD, CDU und CSU hatten sich auf Frank-Walter Steinmeier (SPD) als gemeinsamen Kandidaten geeinigt, der daraufhin am 27. Januar 2017 durch Sigmar Gabriel von seinem Amt als Bundesaußenminister abgelöst wurde. Außerdem unterstützten ihn die FDP, Bündnis 90/Die Grünen und der SSW. Weitere Kandidaten wurden von der Linken, der AfD, den Freien Wählern sowie der Piratenpartei in Kooperation mit Die Partei nominiert.
Gewählt wurde Frank-Walter Steinmeier mit 74 % der abgegebenen Stimmen. Seine Amtszeit begann mit dem 19. März 2017.

## Hintergrund
Joachim Gauck war seit dem 18. März 2012 Bundespräsident. Bei seiner Wahl war er der gemeinsame Kandidat der Unionsparteien, der SPD, der FDP und von Bündnis 90/Die Grünen. Bereits 2010 war er Kandidat von SPD und Grünen gewesen.
Gauck gab am 6. Juni 2016 bekannt, er stehe für eine zweite Amtszeit nicht zur Verfügung. Es gehe ihm gut, doch ihm sei „bewusst, dass die Lebensspanne zwischen dem 77. und 82. Lebensjahr eine andere ist als die, in der ich mich jetzt befinde. Ich möchte für eine erneute Zeitspanne von fünf Jahren nicht eine Energie und Vitalität voraussetzen, für die ich nicht garantieren kann.“ Gauck war schon seit September 2015 älter als je ein amtierender Bundespräsident.

## Kandidaten
Folgende Kandidaten wurden nominiert. Angegeben sind die Partei bzw. Listenvereinigung, der der Kandidat angehört, und kursiv in Klammern die Parteien und Vereinigungen, die den Kandidaten unterstützten:

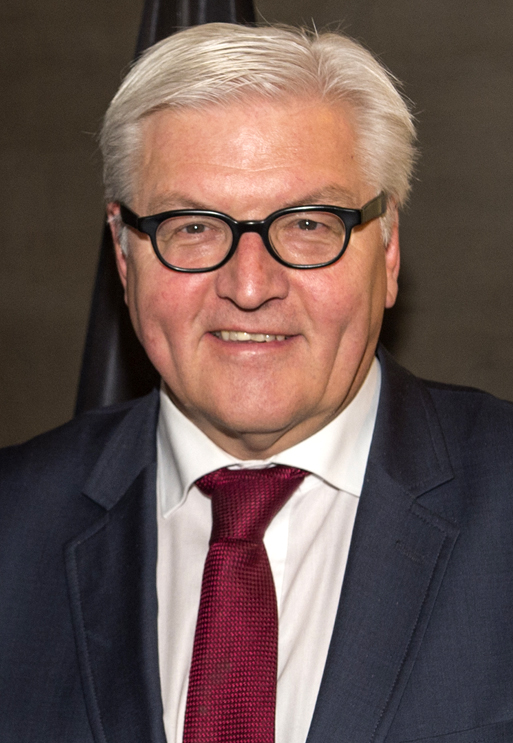
Frank-Walter Steinmeier SPD (CDU/CSU, Grüne, FDP, SSW)
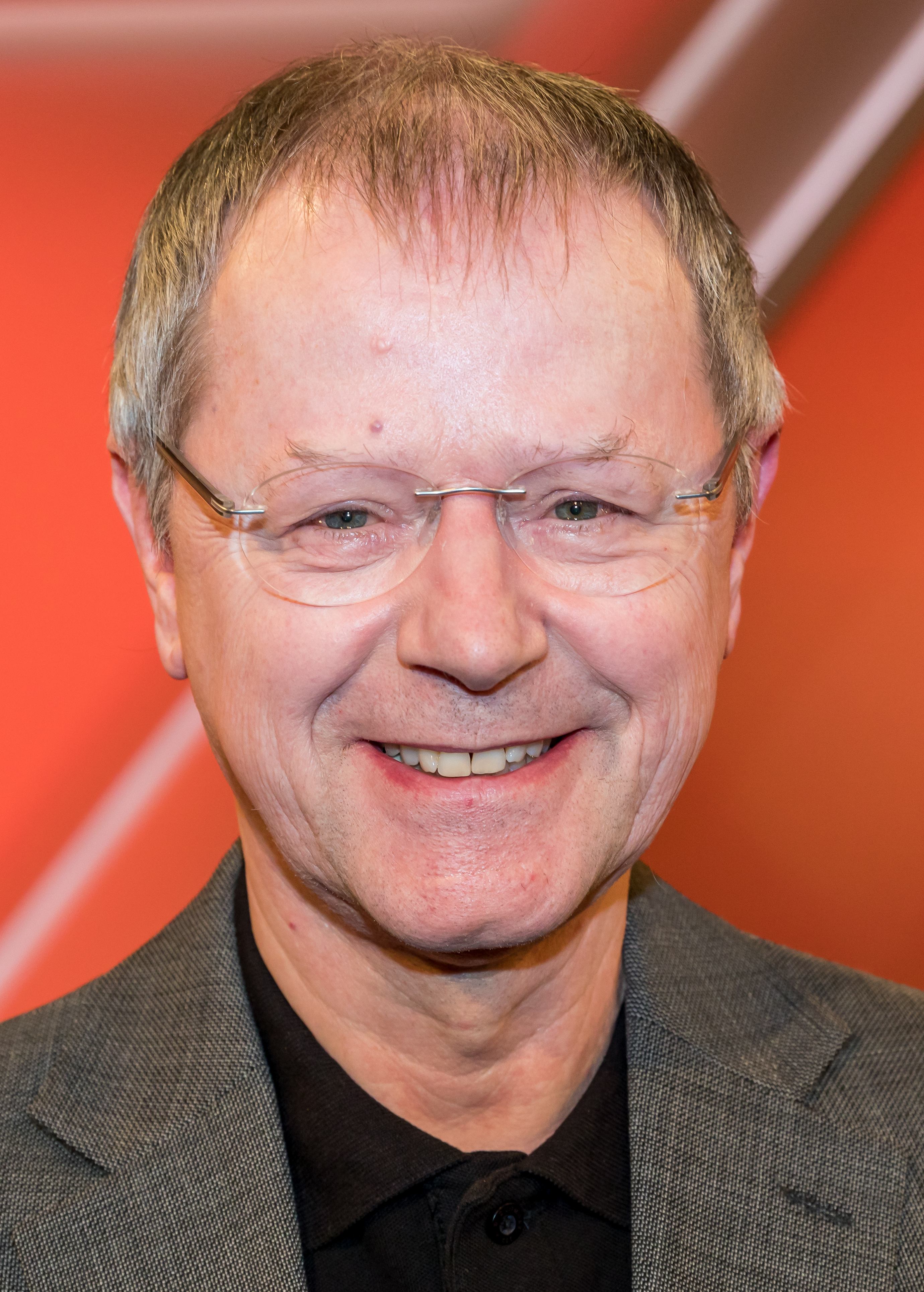
Christoph Butterwegge parteilos (Die Linke)
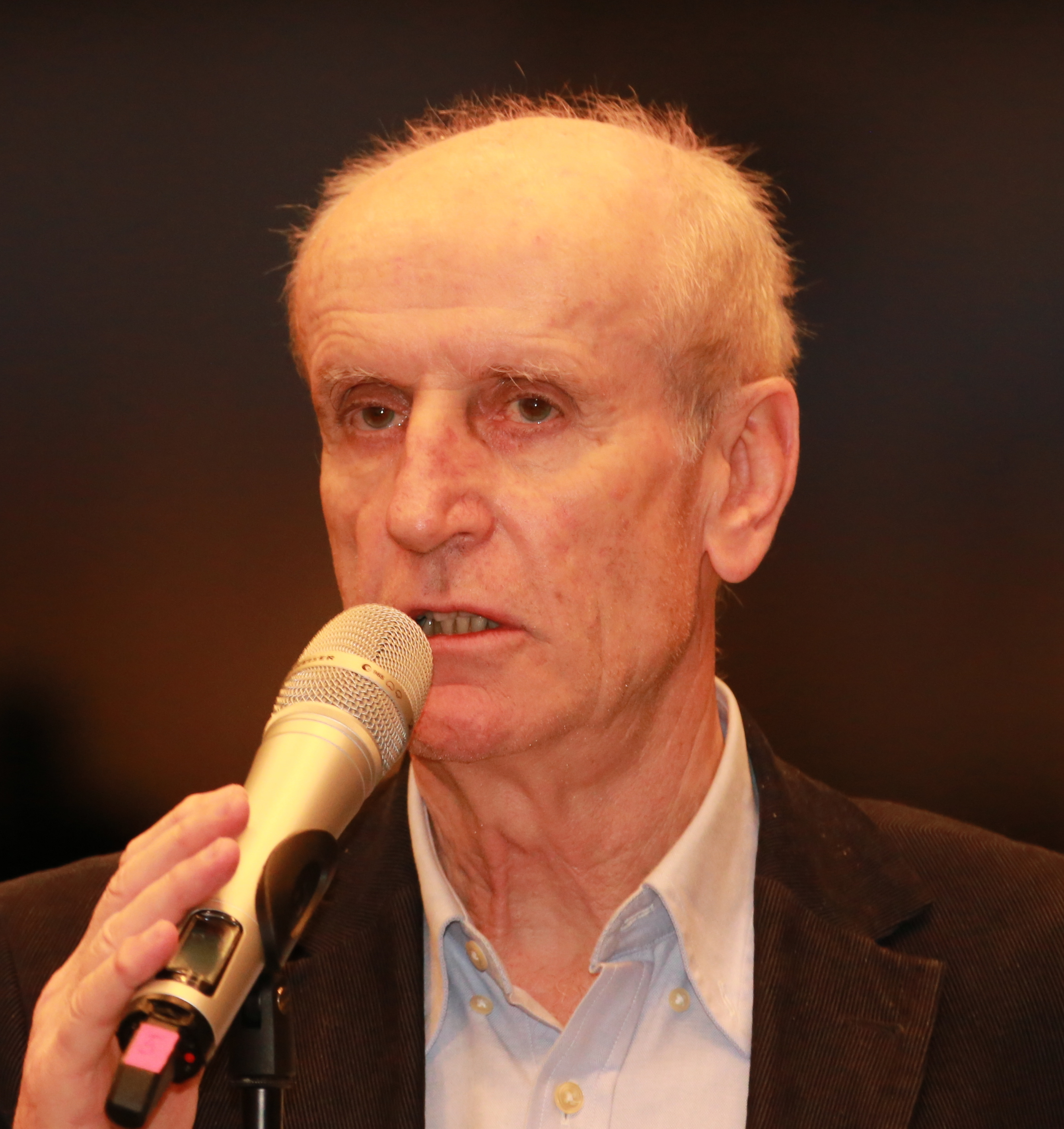
Albrecht Glaser AfD
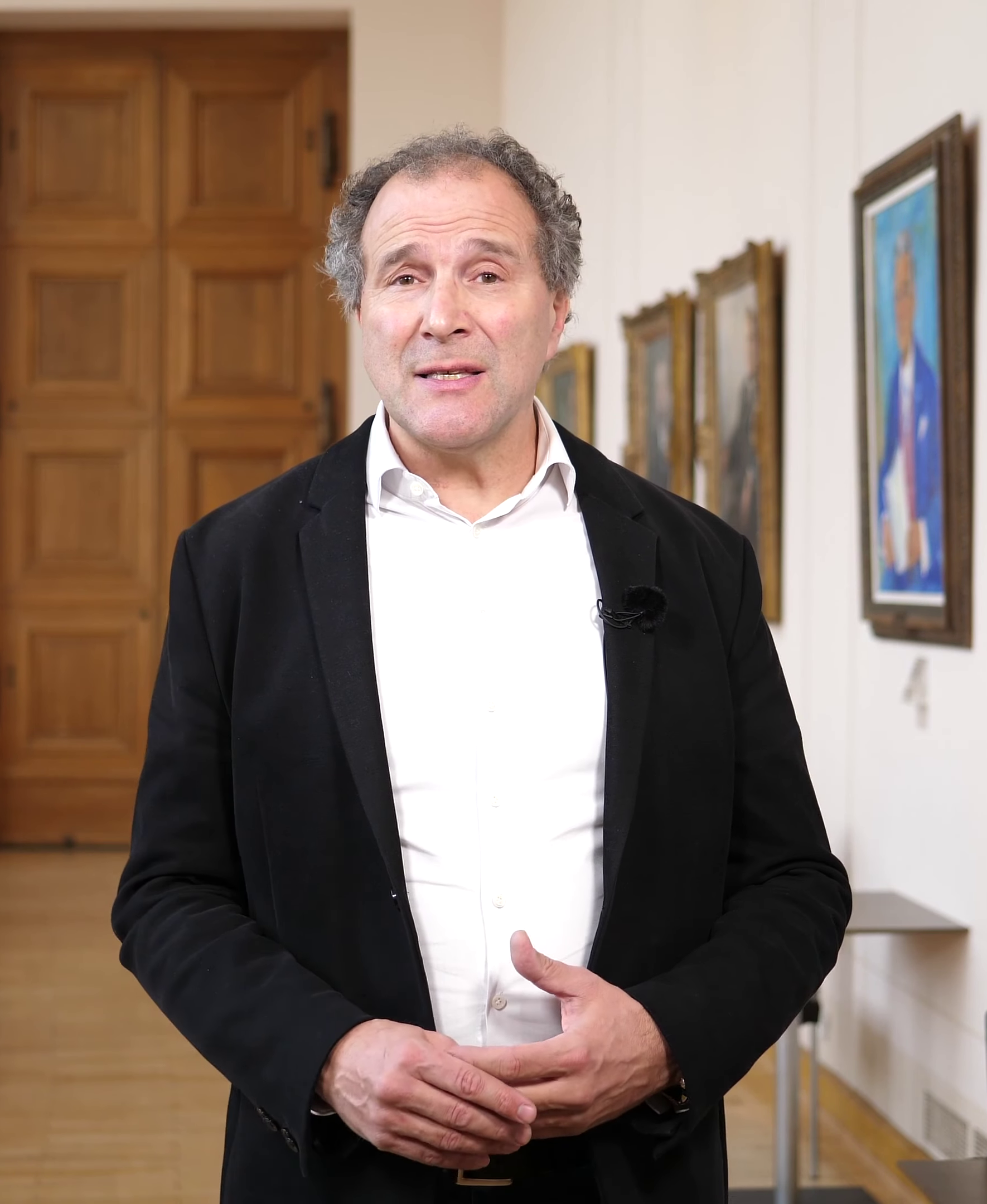
Alexander Hold FW (BVB/FW)
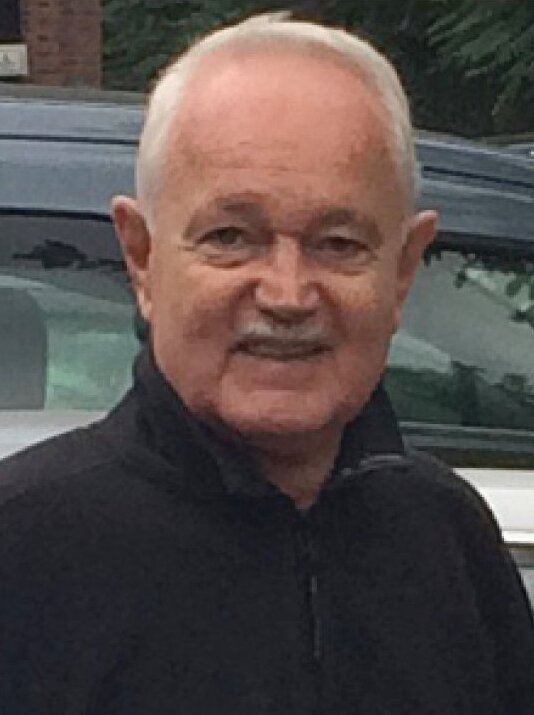
Engelbert Sonneborn parteilos (Piratenpartei, Die PARTEI)

### Frank-Walter Steinmeier
Der SPD-Politiker Frank-Walter Steinmeier wurde am 23. Oktober 2016 vom SPD-Vorsitzenden Sigmar Gabriel als Bundespräsident vorgeschlagen. Nachdem CDU und CSU mit der Suche nach einem eigenen Kandidaten gescheitert waren, schlossen sich am 14. November Bundeskanzlerin und CDU-Vorsitzende Angela Merkel sowie der bayerische Ministerpräsident und CSU-Vorsitzende Horst Seehofer der Nominierung an. Die FDP kündigte am 23. Januar 2017 an, Steinmeier zu unterstützen. Auch der Delegierte des Südschleswigschen Wählerverbands hatte im November 2016 Steinmeier seine Stimme zugesagt.
Steinmeier war zum Zeitpunkt seiner Nominierung Bundesminister des Auswärtigen im Kabinett Merkel III. Seine Wahl galt aufgrund der großen Mehrheit der ihn unterstützenden Parteien in der Bundesversammlung von Beginn an als gesichert. Steinmeier trat bereits am 27. Januar 2017 als Außenminister zurück, sein Nachfolger wurde der bisherige Wirtschaftsminister Sigmar Gabriel, der seinerseits kurz zuvor Parteivorsitz und Kanzlerkandidatur an Martin Schulz abgetreten hatte.
Als Mitglied des Bundestages war Steinmeier auch Mitglied der Bundesversammlung.

### Christoph Butterwegge
Nachdem Die Linke Frank-Walter Steinmeier wegen dessen Rolle bei der Entwicklung der Agenda 2010 abgelehnt hatte, nominierte die Partei am 22. November 2016 den Armutsforscher Christoph Butterwegge als ihren Kandidaten. Butterwegge war ab den 1960er Jahren bis 1974 und erneut ab den 1980er Jahren in der SPD und bei den Jusos aktiv, bevor er 2005 die Partei aus Protest gegen deren Sozialpolitik verließ.
Butterwegge wurde auf Vorschlag der sächsischen Linken vom Sächsischen Landtag zum Mitglied der Bundesversammlung gewählt.

### Albrecht Glaser
Die AfD stellte auf einem Bundesparteitag am 29. April 2016 Albrecht Glaser als ihren Kandidaten auf.
Glaser war Mitglied der CDU und amtierte als solches als Stadtkämmerer von Frankfurt am Main. Glaser war zum Zeitpunkt der Wahl stellvertretender Bundesvorsitzender der AfD und ein Landessprecher der AfD Hessen.
Glaser wurde am 13. Dezember 2016 auf Vorschlag der AfD Sachsen vom Sächsischen Landtag zum Mitglied der Bundesversammlung gewählt.

### Alexander Hold
Der Richter Alexander Hold wurde am 12. Juli 2016 von den Freien Wählern, die im Bayerischen Landtag vertreten sind, nominiert. Auch die im Brandenburgischen Landtag sitzenden BVB/FW unterstützten Hold.
Alexander Hold erlangte Bekanntheit durch die TV-Gerichtsshow Richter Alexander Hold. Zum Zeitpunkt der Wahl war er FW-Fraktionsvorsitzender im Stadtrat seiner Heimatstadt Kempten (Allgäu) und saß im Bezirkstag von Schwaben.
Hold wurde am 22. November 2016 vom Bayerischen Landtag zum Mitglied der Bundesversammlung gewählt.

### Engelbert Sonneborn
Der Satiriker und Mitglied des Europäischen Parlaments Martin Sonneborn (Die PARTEI), der von der Piratenfraktion im Landtag Nordrhein-Westfalen zur Bundesversammlung entsandt wurde, nominierte seinen selbst parteilosen Vater Engelbert Sonneborn. Am 9. Februar 2017 wurde er als Kandidat der Piratenpartei Deutschland und der Partei für Arbeit, Rechtsstaat, Tierschutz, Elitenförderung und basisdemokratische Initiative (Die PARTEI) vorgestellt. Sonneborn war als einziger Kandidat nicht Mitglied der Bundesversammlung und mit 79 Jahren – nach Alfred Weber, der für die Wahl des deutschen Bundespräsidenten 1954 ohne sein Wissen mit 85 Jahren von der KPD aufgestellt worden war – der zweitälteste Kandidat überhaupt.

## Bundesversammlung

### Zusammensetzung
Die 16. Bundesversammlung hatte 1260 Mitglieder. Außer den Mitgliedern des Bundestags bestimmten die Landtage weitere 630 Personen. Die Bundesversammlung leitete gemäß § 8 BPräsWahlG der Präsident des Bundestages, Norbert Lammert (CDU).
| Partei       | Partei | Mitglieder | Mitglieder | Mitglieder |
| Partei       | Partei | Bund       | Länder     | gesamt     |
| ------------ | ------ | ---------- | ---------- | ---------- |
| CDU/CSU      |        | 309        | 230        | 539        |
| SPD          |        | 193        | 191        | 384        |
| Grüne        |        | 63         | 84         | 147        |
| Die Linke    |        | 64         | 31         | 95         |
| FDP          |        | –          | 36         | 36         |
| AfD          |        | –          | 35         | 35         |
| Piraten      |        | –          | 11         | 11         |
| Freie Wähler |        | –          | 10         | 10         |
| SSW          |        | –          | 1          | 1          |
| BVB/FW       |        | –          | 1          | 1          |
| Unabhängige  |        | 1          | –          | 1          |
| Gesamt       | Gesamt | 630        | 630        | 1260       |

Nach Art. 54 Abs. 6 GG ist im ersten oder zweiten Wahlgang gewählt, wer „die Stimmen der Mehrheit der Mitglieder der Bundesversammlung erhält“. Dies entspricht mindestens 631 Stimmen. Damit hätten
- Union und SPD (923 Mitglieder)
- Union und Grüne (686) sowie
- SPD, Grüne, Linke und Piraten (637)

die in den ersten beiden Wahlgängen nötige absolute Mehrheit. Im dritten Wahlgang ist der Kandidat mit den meisten Stimmen gewählt.

### Ablauf
- 09:00 Uhr: Ökumenische Andacht in der katholischen St.-Hedwigs-Kathedrale
- 11:00 Uhr: Treffen der Fraktionen zu getrennten Sitzungen
- 12:00 Uhr: Eröffnung der 16. deutschen Bundesversammlung durch Bundestagspräsident Norbert Lammert (CDU)[23]
- 12:45 Uhr: Beginn des 1. Wahlgangs
- ab 14:00 Uhr: Verkündung des Ergebnisses und erste kurze Ansprache des neuen designierten Bundespräsidenten, sofern er im 1. Wahlgang gewählt wurde[24]

## Kandidatensuche
In den Medien wurde über verschiedene potenzielle Kandidaten für das Amt des Bundespräsidenten berichtet:

### CDU
- Wolfgang Schäuble[25]
- Ursula von der Leyen[25]
- Volker Bouffier,[26] der zwar innerhalb der Partei viele Unterstützer habe, außerhalb der CDU jedoch wenig Zustimmung erhalte. Seine Kandidatur galt daher als unwahrscheinlich.[27]
- Norbert Lammert lehnte eine Kandidatur ab.[28]
- Frank-Jürgen Weise lehnte eine Kandidatur ab.[29]

### CSU
- Jens Weidmann[30]
- Gerda Hasselfeldt[31]

### SPD
- Frank-Walter Steinmeier.[31] Am 30. April 2016 hieß es laut Spiegel-Informationen, dass Bundeskanzlerin Angela Merkel (CDU) eine Kandidatur Frank-Walter Steinmeiers nicht unterstützen werde. Im Vorfeld der Bundestagswahl 2017 könne sie ihre Partei nicht davon überzeugen, sich hinter einen SPD-Kandidaten zu stellen.[32] Laut einer Umfrage des Emnid-Instituts, die am 10. Juni 2016 veröffentlicht wurde, favorisierte eine Mehrheit der Befragten von sieben zur Auswahl gestellten Kandidaten Frank-Walter Steinmeier. Anhänger von Union, SPD und AfD befürworteten ihn jeweils mit mehr als 50 Prozent (Mehrfachnennungen waren möglich).[33] Als im Oktober 2016 ein Spitzentreffen der Berliner Koalitionäre CDU, CSU und SPD zur Verständigung auf einen gemeinsamen Kandidaten ohne Ergebnis auf November vertagt wurde,[34][35] erklärten auch SPD-Chef Sigmar Gabriel und Fraktionsvorsitzender Thomas Oppermann, sie hielten Steinmeier für einen geeigneten Kandidaten.[36][37] Die Linke stellte sich wegen Steinmeiers Vergangenheit als „Architekt der Agenda 2010“ gegen ihn als Kandidaten.[38] Er wurde am 14. November 2016 unter Zustimmung von CDU/CSU nominiert und ab dem 23. Januar 2017 auch durch die FDP unterstützt.
- Jutta Allmendinger[31]

### Die Linke
- Christoph Butterwegge, nominiert am 21. November 2016[39]

### Grüne
- Claudia Roth[40]
- Winfried Kretschmann[40]

Nach der Nominierung von Steinmeier wurde bekannt, dass Bundeskanzlerin Merkel Marianne Birthler für die Wahl nominieren wollte. Birthler war zunächst zu einer Kandidatur bereit; am 12. November 2016 revidierte sie dies.

### AfD
- Albrecht Glaser, nominiert am 30. April 2016.[42]

### Freie Wähler
- Alexander Hold, Kemptener Richter und Fernsehdarsteller, nominiert am 20. Juli 2016.[43]

### Piratenpartei und Die PARTEI
Die Piratenpartei suchte zunächst Gespräche mit SPD, Grünen und den Linken für einen gemeinsamen Kandidaten. Als diese Gespräche erfolglos verliefen, wurde gemeinsam mit dem Satiriker und Europa-Abgeordneten Martin Sonneborn (Die PARTEI), der auf Vorschlag der Piratenpartei in die Bundesversammlung gewählt worden war, ein Protestkandidat gegen Steinmeier gesucht. Die von Die PARTEI angefragte Hamburger Rotlichtgröße Kalle Schwensen sagte ab. Im Gespräch war auch Murat Kurnaz, der aber zum Zeitpunkt der Wahl die erforderliche Altershürde von vierzig Jahren noch nicht erreicht hatte und auch keine deutsche Staatsbürgerschaft besaß. Auch die von Die PARTEI vorgeschlagene Suche nach einem Namensvetter von Frank-Walter Steinmeier verlief erfolglos. Schließlich wurde der Vater von Martin Sonneborn, Engelbert Sonneborn, als Symbol für Vetternwirtschaft aber auch für eine – im Gegensatz zu Steinmeier – weiße Weste, nominiert.

### Parteilos
- Navid Kermani, der Orientalist, Publizist und Schriftsteller erlangte politische Bekanntheit durch seine Festrede zum 65. Jubiläum des Grundgesetzes im Jahr 2014; im Jahr darauf erhielt er den Friedenspreis des Deutschen Buchhandels. Er war als möglicher Kandidat von SPD, Grünen und Linken im Gespräch.[31] Seine Nominierung hätte als Vorzeichen für eine künftige rot-rot-grüne Koalition gegolten.[46][47] Es wurde diskutiert, ob Kermanis muslimische Religionszugehörigkeit eher Vor- oder Nachteil für eine Kandidatur wäre.[48][49]
- Andreas Voßkuhle, Präsident des Bundesverfassungsgerichts, hatte 2012 eine Kandidatur abgelehnt. Für die Wahl 2017 wurde sein Name wieder genannt;[50] aus privaten und beruflichen Gründen lehnte er eine Kandidatur erneut ab.[27]

## Wahlergebnis
Frank-Walter Steinmeier wurde im ersten Wahlgang mit 931 Stimmen gewählt (die ihn unterstützenden Parteien verfügten zusammen über 1107 Mitglieder in der Bundesversammlung). Auf Christoph Butterwegge entfielen 128 Stimmen, auf Albrecht Glaser 42 Stimmen, auf Alexander Hold 25 Stimmen und auf Engelbert Sonneborn 10 Stimmen. Steinmeier erklärte nach der Verkündung des Wahlergebnisses vor dem Plenum der Bundesversammlung die Annahme der Wahl. Seine Amtszeit begann mit dem 19. März 2017. Die Vereidigung fand am 22. März 2017 in einer gemeinsamen Sitzung von Bundestag und Bundesrat statt.
| Wahlgang                                                           | Kandidat                | Stimmenzahl | Anteil | Partei | Partei       | Unterstützung                 |
| ------------------------------------------------------------------ | ----------------------- | ----------- | ------ | ------ | ------------ | ----------------------------- |
| 1. Wahlgang                                                        | Frank-Walter Steinmeier | 931         | 73,9 % |        | SPD          | CDU/CSU, SPD, Grüne, FDP, SSW |
| 1. Wahlgang                                                        | Christoph Butterwegge   | 128         | 10,2 % |        | Parteilos    | Die Linke                     |
| 1. Wahlgang                                                        | Albrecht Glaser         | 42          | 3,3 %  |        | AfD          | AfD                           |
| 1. Wahlgang                                                        | Alexander Hold          | 25          | 2,0 %  |        | Freie Wähler | Freie Wähler, BVB/FW          |
| 1. Wahlgang                                                        | Engelbert Sonneborn     | 10          | 0,8 %  |        | Parteilos    | Piratenpartei                 |
| 1. Wahlgang                                                        | Enthaltungen            | 103         | 8,2 %  |        |              |                               |
| 1. Wahlgang                                                        | Ungültige Stimmen       | 14          | 1,1 %  |        |              |                               |
| 1. Wahlgang                                                        | Keine Stimmabgabe       | 7           | 0,6 %  |        |              |                               |
| Damit wurde Frank-Walter Steinmeier zum Bundespräsidenten gewählt. |                         |             |        |        |              |                               |